# Depot von Hradce
Das Depot von Hradce (auch Hortfund von Hradce) ist ein Depotfund der frühbronzezeitlichen Aunjetitzer Kultur aus Hradce im Jihočeský kraj, Tschechien. Es datiert in die Zeit zwischen 1800 und 1600 v. Chr. Das Depot befindet sich heute im Südböhmischen Museum in Budweis.

## Fundgeschichte
Das Depot wurde beim Einebnen des Untergrunds zum Holzhacken in einer Tiefe von 0,3 m entdeckt. Zur genauen Fundstelle gibt es widersprüchliche Angaben. Im ursprünglichen Fundbericht wird ein Hügel westlich von Hradce angegeben. Tilmann Vachta verortet die Stelle jedoch weiter südlich, nämlich westlich von Vrábče bei einer Erhebung namens Třebiště.

## Zusammensetzung
Das Depot besteht aus drei weitgehend identischen Randleistenbeilen. Von diesen wurden zwei 1889 dem Budweiser Museum übereignet, das dritte verblieb zunächst in Privatbesitz und gelangte schließlich 1929 ebenfalls ins Museum. Die Beile haben eine verbreiterte Schneide mit breiter Facette sowie einen ausgeschnittenen Nacken. Bei einem Beil ist der Nacken neuzeitlich abgebrochen.